# Maki Engineering
Maki Engineering (マキエンジニアリング), später Maki Racing (マキレーシング), war ein japanisches Formel-1-Team, das 1974, 1975 und 1976 versuchte, in der Weltmeisterschaft Fuß zu fassen. Maki war nach Honda (1964 bis 1968) das zweite japanische Motorsportteam, das mit selbst konstruierten Fahrzeugen in der Formel 1 antrat. Im Gegensatz zu Honda war Maki ein reines Amateurprojekt. Das Team war erfolglos; es hatte weder die technischen noch die finanziellen Voraussetzungen für ein Formel-1-Engagement auf konkurrenzfähigem Niveau. Die Autos des Teams galten als laienhaft konstruierte und potentiell gefährliche Fahrzeuge. Abgesehen von einem Rennen, das keinen Weltmeisterschaftsstatus hatte, nahm Maki an keinem Großen Preis teil.

## Entwicklungsgeschichte
Initiatoren des Maki-Projekts waren die japanischen Ingenieure Kenji Mimura und Masao Ono. Keiner von ihnen hatte Erfahrung in der Konstruktion von Monopostos. Im Sommer 1973 begannen sie mit den Planungen für ihr erstes Formel-1-Auto. In den folgenden Monaten entstand nach Onos Entwürfen in Japan ein erstes Chassis. Im Dezember 1973 eröffnete Maki einen Stützpunkt im südenglischen Slough. Es handelte sich hierbei um die Werkstatt des neuseeländischen Rennfahrers Howden Ganley, den Mimura als einen der Werksfahrer des neuen Teams verpflichtet hatte. Hier entstanden nach dem Muster von Onos Konstruktion drei weitere Chassis.
Am 15. März 1974 präsentierte Maki im Londoner Carlton Tower Hotel das erste Formel-1-Auto des Teams. Bei der Präsentation erklärte Mimura, das Team solle in zwei Jahren so weit etabliert sein, dass regelmäßige Platzierungen in den Weltmeisterschaftspunkten möglich wären. Geplant war neben der Konstruktion von Rennwagen auch die Entwicklung eines eigenen 3-Liter-Saugmotors für die Formel 1. Diese Pläne ließen sich allerdings nicht verwirklichen. Das Team litt in den folgenden Jahren an der mangelnden Konkurrenzfähigkeit der Einsatzautos.
Nach dem Ende der Saison 1975 verließ Masao Ono das Team, um für das Konkurrenzteam Kojima den KE007 zu konstruieren. Dieses Modell war erfolgreich; es erzielte bei seinem ersten Einsatz die schnellste Rundenzeit beim Großen Preis von Japan. Ono erklärte, der KE007 hätte eigentlich der zweite Maki werden sollen; bei seiner Konstruktion habe er aus den Fehlern der Maki-Modelle gelernt. Maki-Gründer Mimura verfolgte ungeachtet des Weggangs seines Partners das Ziel weiter, wenigstens beim Großen Preis von Japan 1976 mit einem eigenen Auto am Start zu sein. Für dieses Rennen entstand der Maki F102A. Nachdem sich das Auto in Japan als ebenso erfolglos erwiesen hatte wie sein Vorgänger, stellte Maki den Rennbetrieb ein.

## Renneinsätze

### 1974

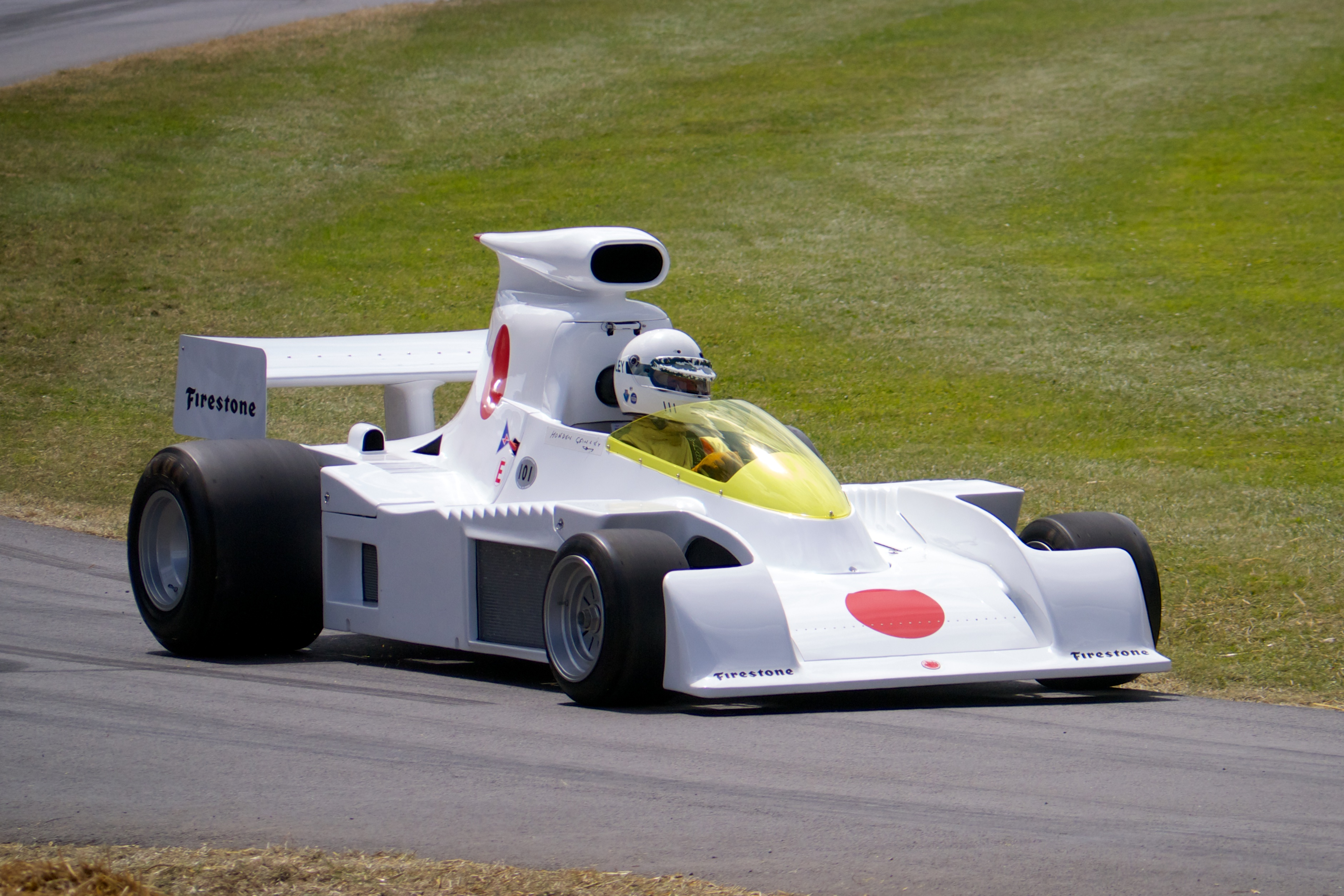
Maki F101B

Der erste Einsatzwagen war der Maki F101. Er war ein „herkömmlicher Baukastenwagen“, der zahlreiche Komponenten verschiedener Zulieferbetriebe verwendete: Der Motor war ein DFV-Achtzylinder von Cosworth, das Getriebe kam von Hewland (Typ FGA), die Kraftstoffeinspritzung von Lucas, die Bremsen von Lockheed und die Stoßdämpfer von Koni. Die auffällig gestaltete Karosserie des F101 wurde als sehr klobig empfunden: Sie hatte in ihrer ersten Form einen sehr breiten Frontspoiler, der höher als die Vorderreifen war, eine lange Windschutzscheibe und breite Seitenkästen. Bei näherer Betrachtung des Wagens kamen Beobachtern Zweifel an seiner Wettbewerbsfähigkeit. Bernie Ecclestone etwa kommentierte den F101 in abfälliger Weise: „So, wie das Monocoque des Maki gebaut ist, würde ich nicht einmal einen Wassertank konstruieren“.
Am 23. März 1974 unternahm Maki in Goodwood erste Testfahrten mit dem F101; einige Tage später folgte ein Test in Silverstone. Wer den Wagen fuhr, ist unklar; einige Quellen gehen davon aus, dass es der japanische Langstreckenfahrer Shotetsu Hayami war. Nach den Tests überarbeiteten die Maki-Techniker in Howden Ganleys Werkstatt die Karosserie des F101. Dabei setzten sie zahlreiche Anweisungen Ganleys um, die dazu führten, dass der Aufbau mit Ausnahme des Heckspoilers eine gänzlich neue Form erhielt. In dieser Version erhielt das Auto die Bezeichnung F101B.
Maki wollte in der Saison 1974 zunächst mit zwei Autos antreten. Neben dem erfahrenen Howden Ganley sollte Shotetsu Hayami das zweite Chassis einsetzen. Tatsächlich gelang es dem Team aber nicht, im Laufe des Jahres 1974 zwei einsatzbereite Fahrzeuge aufzubauen; Maki beschränkte sich daraufhin auf den Betrieb nur eines Autos.
Maki meldete sich erstmals zum Großen Preis von Monaco 1974; die Meldung wurde allerdings nicht akzeptiert. Das Team debütierte daraufhin im Juli 1974 beim Großen Preis von Großbritannien in Brands Hatch. Alleiniger Fahrer war Howden Ganley, der zuvor Werksfahrer bei B.R.M. gewesen war und in diesem Jahr in der Sportwagen-Weltmeisterschaft für das Team von John Wyer an den Start ging. Hier waren 34 Fahrzeuge gemeldet; startberechtigt waren aber nur 25 Wagen. Ganley scheiterte in Brands Hatch an der Qualifikation. Seine beste Rundenzeit lag 1,3 Sekunden über der für den 25. Startplatz nötigen Zeit und 4 Sekunden über der Pole-Zeit von Niki Lauda. Allerdings legte Ganley nur wenige Runden zurück, da frühzeitig eine technische Komponente des F101 ausfiel. Beim Training zum Großen Preis von Deutschland 1974 hatte Ganley einen schweren Unfall, als am F101 die Aufhängung brach. Maki versuchte daraufhin, den ehemaligen Lotus-Piloten Dave Walker zum Großen Preis von Italien zu melden; diese Pläne ließen sich allerdings ebenso wenig umsetzen wie eine Meldung Howden Ganleys zum Großen Preis von Kanada.

### 1975

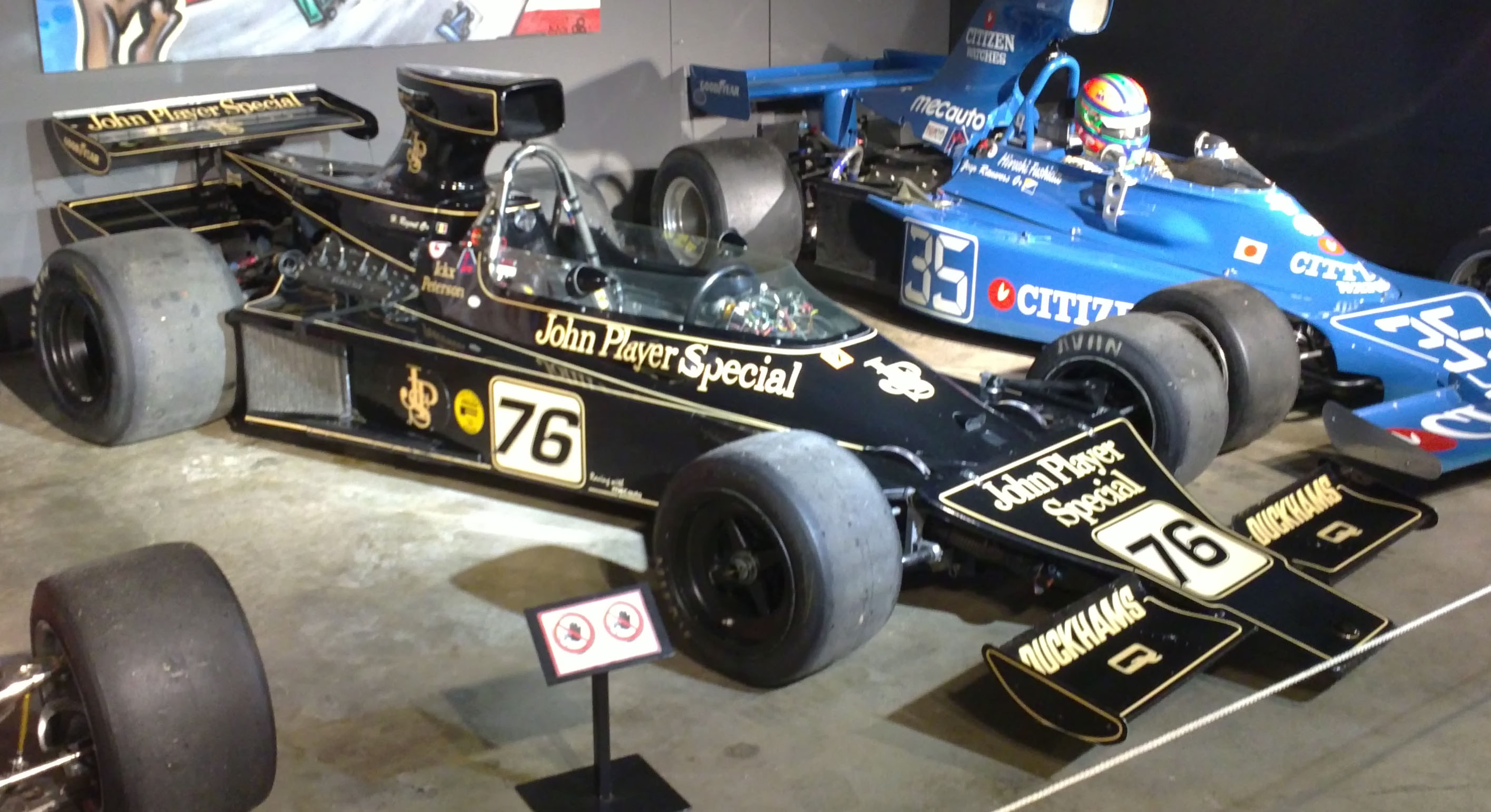
Im Hintergrund: Maki 101C (Startnummer 35)

Für die Saison 1975 überarbeitete Maki das Fahrzeug; es trug nun die Bezeichnung F101C. Das Team meldete Hiroshi Fushida für die Großen Preise der Niederlande und Großbritannien; bei beiden Versuchen scheiterte Fushida an der Qualifikation. Danach übernahm Tony Trimmer das Auto. Er verpasste bei den Weltmeisterschaftsläufen in Deutschland, Österreich und Italien ebenfalls die Qualifikation. Lediglich beim nicht zur Weltmeisterschaft zählenden Großen Preis der Schweiz in Dijon-Prenois erhielt er die Startberechtigung. Das Rennen beendete er mit sechs Runden Rückstand als Dreizehnter und Letzter. Dies war der einzige bekannte Renneinsatz abseits von Trainingsfahrten für einen Maki-Formel-1-Rennwagen.

### 1976
1976 erschien Maki Engineering mit finanzieller Unterstützung des japanischen Mischkonzerns Fujita beim Großen Preis von Japan. Einsatzfahrzeug war der Maki F102A, ein Einzelstück „mit verwinkelten Linien,“ das nach Einschätzung von Beobachtern nicht renntauglich war. Sie hielten das Auto für mangelhaft konstruiert und gefertigt. Die gesamte Frontpartie sei lediglich mit einer einzelnen Halteklammer am Monocoque befestigt gewesen. Insgesamt sei der F102 „noch schlimmer als sein Vorgänger“ gewesen. Einige Teamchefs anderer Rennställe wollten den Fahrer Tony Trimmer aus Sicherheitsgründen davon abhalten, den F102A zu fahren.
Im freien Freitagstraining auf dem Fuji Speedway trat bereits nach einer Runde ein Getriebedefekt auf. Im anschließenden Qualifikationstraining legte Trimmer nur eine gezeitete Runde zurück. Seine Rundenzeit betrug über eineinhalb Minuten. Er war damit 18 Sekunden langsamer als Polesitter Mario Andretti (Team Lotus) und 13,5 Sekunden langsamer als Hans Binder, der im technisch unterlegenen Williams FW05 den 26. und letzten Startplatz belegte. Damit war Trimmer im Maki nicht qualifiziert.
Das US-amerikanische Team Shadow bot Trimmer nach der verpassten Qualifikation einen kurzfristigen Einsatz in einem Werks-Shadow an; Maki entließ Trimmer allerdings nicht aus seinem Vertrag.
| Saison | Chassis    | Nr. | Fahrer     | 1 | 2 | 3 | 4 | 5 | 6 | 7 | 8   | 9 | 10  | 11  | 12  | 13  | 14 | 15 | 16  | Punkte | Rang |
| ------ | ---------- | --- | ---------- | - | - | - | - | - | - | - | --- | - | --- | --- | --- | --- | -- | -- | --- | ------ | ---- |
| 1974   | Maki F101  |     |            |   |   |   |   |   |   |   |     |   |     |     |     |     |    |    |     | 0      | —    |
| 1974   | Maki F101  | 25  | H. Ganley  |   |   |   |   |   |   |   |     |   | DNQ | DNQ |     |     |    |    |     | 0      | —    |
| 1975   | Maki F101C |     |            |   |   |   |   |   |   |   |     |   |     |     |     |     |    |    |     | 0      | —    |
| 1975   | Maki F101C | 35  | H. Fushida |   |   |   |   |   |   |   | DNQ |   | DNQ |     |     |     |    |    |     | 0      | —    |
| 1975   | Maki F101C | 35  | T. Trimmer |   |   |   |   |   |   |   |     |   |     | DNQ | DNQ | DNQ |    |    |     | 0      | —    |
| 1976   | Maki F102A |     |            |   |   |   |   |   |   |   |     |   |     |     |     |     |    |    |     | 0      | —    |
| 1976   | Maki F102A | 54  | T. Trimmer |   |   |   |   |   |   |   |     |   |     |     |     |     |    |    | DNQ | 0      | —    |

| Legende  | Legende            | Legende                                                          |
| Farbe    | Abkürzung          | Bedeutung                                                        |
| -------- | ------------------ | ---------------------------------------------------------------- |
| Gold     | –                  | Sieg                                                             |
| Silber   | –                  | 2. Platz                                                         |
| Bronze   | –                  | 3. Platz                                                         |
| Grün     | –                  | Platzierung in den Punkten                                       |
| Blau     | –                  | Klassifiziert außerhalb der Punkteränge                          |
| Violett  | DNF                | Rennen nicht beendet (did not finish)                            |
| Violett  | NC                 | nicht klassifiziert (not classified)                             |
| Rot      | DNQ                | nicht qualifiziert (did not qualify)                             |
| Rot      | DNPQ               | in Vorqualifikation gescheitert (did not pre-qualify)            |
| Schwarz  | DSQ                | disqualifiziert (disqualified)                                   |
| Weiß     | DNS                | nicht am Start (did not start)                                   |
| Weiß     | WD                 | zurückgezogen (withdrawn)                                        |
| Hellblau | PO                 | nur am Training teilgenommen (practiced only)                    |
| Hellblau | TD                 | Freitags-Testfahrer (test driver)                                |
| ohne     | DNP                | nicht am Training teilgenommen (did not practice)                |
| ohne     | INJ                | verletzt oder krank (injured)                                    |
| ohne     | EX                 | ausgeschlossen (excluded)                                        |
| ohne     | DNA                | nicht erschienen (did not arrive)                                |
| ohne     | C                  | Rennen abgesagt (cancelled)                                      |
| ohne     | keine WM-Teilnahme |                                                                  |
| sonstige | P/fett             | Pole-Position                                                    |
| sonstige | 1/2/3/4/5/6/7/8    | Punktplatzierung im Sprint-/Qualifikationsrennen                 |
| sonstige | SR/kursiv          | Schnellste Rennrunde                                             |
| sonstige | *                  | nicht im Ziel, aufgrund der zurückgelegten Distanz aber gewertet |
| sonstige | ()                 | Streichresultate                                                 |
| sonstige | unterstrichen      | Führender in der Gesamtwertung                                   |